# Santi Vincenzo e Anastasio
Santi Vincenzo e Anastasio, officiellt Santi Vincenzo e Anastasio a Fontana di Trevi, är en kyrkobyggnad i Rom, helgad åt de heliga Vincentius av Zaragoza och Anastasius av Persien. Kyrkan är belägen vid Piazza di Trevi i Rione Trevi och tillhör församlingen Santa Maria in Via.
Från 1583 till 1870 var Palazzo del Quirinale påvens residens. Detta innebar att kyrkan Santi Vincenzo e Anastasio formellt utgjorde påvens församlingskyrka. När en nyligen avliden påve balsamerades, avlägsnades denne inälvor och placerades i en urna som förvaras i ett kapell bakom högaltaret i denna kyrka. Än i dag återfinns tjugotvå påvars hjärtan i kyrkan; formellt benämns dessa praecordia, latin för ”mellangärde”, avlett av cor, ”hjärta”.

## Kyrkans historia
En tidigare kyrka, Sant'Anastasio de Trivio, förlänades av påve Paulus V åt hieronymitorden år 1612. År 1640 gav Urban VIII munkarna i uppdrag att uppföra en ny kyrka, initialt med Giuseppe De Vecchi som arkitekt. År 1646 tog Martino Longhi den yngre över som arkitekt och han ritade fasaden, vilken fullbordades Jubelåret 1650; denna bekostades av kardinal Jules Mazarin. Mazarins anknytning till kyrkan var att han var född i församlingen och döpt där.

## Fasaden
Fasaden präglas av ett stort antal kolonner, 18 stycken, och kallas därför ”Il canneto” – vassruggen – i folkmun. Ingångsportalen flankeras av sex fristående korintiska kolonner. Det inre paret bär upp ett segmentbågeformat pediment, medan det yttre paret bär upp ett vidare, brutet segmentbågepediment. Den övre våningens tre kolonnpar bär upp sammanlagt tre pediment, vilka är inbäddade i varandra. Den nedre våningen kröns av ett skulpterat porträtt av en ung kvinna. Enligt traditionen är detta ett porträtt föreställande kardinal Mazarins systerdotter Marie Mancini, som var kung Ludvig XIV:s första kärlek. Då porträttet inte anses likna Marie Mancini, har man även identifierat den avbildade kvinnan med systern Hortense Mancini.

## Interiören
Högaltarmålningen är ett verk av Francesco Pascucci och framställer De heliga Vincentius och Anastasius martyrium. Takfresken De heliga Vincentius, Anastasius och Camillus förhärligande är utförd av Francesco Manno år 1818.
Kyrkan har sju sidokapell, fyra på höger sida och tre på vänster sida.

### Höger sida
Det första sidokapellet på höger hand är invigt åt den korsfäste Kristus och hyser en målning som framställer den smärtofyllda Modern. Den ersatte Pietro de' Petris Korsfästelsen. I kapellets tak ses scener från Kristi lidande. I det andra kapellet, invigt åt aposteln Judas Taddaios, återfinns en altarmålning, vilken avbildar de heliga Filippo Neri och Josef av Calasanz. Det tredje kapellet är invigt åt den helige Camillo de Lellis med en altarmålning visande titelhelgonet. Det lilla, fjärde sidokapellet är invigt åt den Obefläckade Avlelsen; här står en modern Maria-staty.

### Vänster sida
Första kapellet till vänster är invigt åt Jesu heliga hjärta, medan det andra är invigt åt den helige Josef och har en altarmålning, Den helige Josefs död, utförd av Giuseppe Tommasi. Det tredje och sista kapellet på vänster hand är invigt åt Jungfru Maria och den heliga Rita. I en krans av strålar hyses en Maria-ikon från 1300-talet – Vergine delle Grazie.

## Bilder
| - Fasadens övre del med bland annat kardinal Mazarins vapen. - Vergine delle Grazie. Därunder en bild föreställande den heliga Rita av Cascia. - Fasaden. Gravyr från cirka år 1721. - Fasadens skulpterade kvinnobyst. |